# Mohamed Mzali
Mohamed Mzali (in arabo محمد مزالي‎?, Muḥammad Muzālī; Monastir, 23 dicembre 1925 – Parigi, 23 giugno 2010) è stato un politico tunisino.

## Biografia
Fu Primo ministro della Tunisia dal 23 aprile 1980 all'8 luglio 1986.